# Região Gotlândia
A Região Gotlândia (em sueco: Region Gotland;  PRONÚNCIA) é uma autarquia regional - responsável pela saúde, transportes públicos e desenvolvimento regional – na área geográfica do condado da Gotlândia.

Coincide inteiramente com a comuna da Gotlândia, a qual substituiu em 1 de janeiro de 2011. Conta com uma população de 61 023 habitantes (2024), numa área de 3 125 km².                     

A sua sede está na cidade de Visby.

Acumula as funções de município (escola, serviços sociais, terceira idade,...) com as funções políticas e administrativas de região (saúde, escola superior popular, cultura,...), tendo por isso direito ao título de "região".   

## Cidades e localidades principais
Localidades com mais população da comuna (2020):

| # | Localidade  | População |
| - | ----------- | --------- |
| 1 | Visby       | 24 951    |
| 2 | Vibble      | 1 810     |
| 3 | Hemse       | 1 766     |
| 4 | Klintehamn  | 1 541     |
| 5 | Slite       | 1 481     |
| 6 | Romakloster | 1 374     |

## Áreas de responsabilidade
Tem como responsabilidade a definição de políticas e a gestão de:                                                                                                                

- Serviços sociais, escolas, arruamentos, água e esgotos
- Saúde pública, serviços de saúde, cuidados dentários, instituições culturais
- Coordenação das medidas de desenvolvimento regional no que respeita a infraestruturas de transportes, economia, mercado de trabalho.

### Assistência médica
A assistência médica provida pela Região Gotlândia é feita através de um hospital, seis centros de saúde públicos, 4 clínicas públicas de cuidados dentários, e outras instituições. 

#### Hospitais
A Região dispõe de um hospital em Visby (Visby lasarett).

#### Centros de saúde
A Região dispõe de 6 centros de saúde - dos quais 4 públicos e 2 privados - localizados em Hemse, Söderport, Visborg, Visby Norr e Wisby Söder.

#### Clínicas públicas de cuidados dentários
A Região gere várias clínicas públicas de cuidados dentários (folktandvårdsklinik), entre as quais em Visby, Fårösund e Hemse.

### Transportes públicos
Os transportes públicos da Região são fornecidos pela empresa privada Bivab.   

### Instituições regionais de ensino e cultura
A Região gere 10 bibliotecas públicas, 3 piscinas públicas, 3 ringues de patinagem no gelo, 40 parques infantis, para além de outros locais e instituições.

## Organização da Região Gotlândia

As "Regiões político-administrativas" da Suécia
I – Região Gotlândia

As região constitui um nível intermédio entre o estado (staten) e os municípios (kommunerna) do condado.

### Órgão político e administrativo regional
A Região é dirigida por uma assembleia regional (regionfullmäktige), composta por 71 deputados regionais eleitos por 4 anos.

Esta assembleia nomeia um governo regional (regionstyrelse), composto por 15 desses deputados.

Tem 10 conselheiros regionais (regionråd), eleitos pela Assembleia Regional (regionfullmäktige), que trabalham a tempo inteiro ou parcial e são responsáveis pela preparação e implementação das decisões políticas.

### A região e o condado
A Região Gotlândia (Region Gotland) coexiste dentro do Condado da Gotlândia (Gotlands län län) com o Conselho Administrativo do Condado da Gotlândia (Länsstyrelsen i Gotlands län).

Enquanto que a região (region) é um órgão político, eleito pelos cidadãos e responsável pela saúde, transportes públicos e desenvolvimento regional, o conselho administrativo do condado (länsstyrelsen) é um órgão local do estado, com a missão de executar nesse mesmo condado as tarefas administrativas do estado - defesa civil, assistência social, proteção do ambiente e realização de eleições gerais, etc... 

### A região na União Europeia
No âmbito da União Europeia, a Região Gotlândia exerce as suas funções no território consignado ao Condado da Gotlândia, o qual é uma unidade estatística do tipo (Nuts 3).